# Миронов, Алексей Владиславович
Алексей Владиславович Миронов (род. 1 января 2000, Москва) — российский футболист, полузащитник «Ростова».

## Карьера
Воспитанник Центра образования и спорта «Локомотив» (Москва). Играл за команды «Локомотива» в молодёжном первенстве, Юношеской лиге УЕФА и фарм-клуб «Локомотива» — «Казанку» в ПФЛ. За основную команду играл в контрольных матчах, а также сыграл в 3 матчах на Кубке «Матч Премьер» 2019 (выходил на замену, забил 1 мяч). Сезоны 2020/21 и 2021/22 провёл на правах аренды в команде ФНЛ-1 «Оренбург». Перед началом сезона-2022/23 подписал контракт с «Ростовом» сроком на пять лет. Дебютировал в премьер-лиге 24 июля 2022 года в матче 2-го тура чемпионата «Локомотив» — «Ростов» (2:2).

## Достижения
- 2-е место в ФНЛ: 2020/21
- 3-е место в ФНЛ: 2021/22 (выход в премьер-лигу по итогам стыковых матчей)